# Centenys
Centenys és un poble del municipi d'Esponellà (Pla de l'Estany). Es troba a 255 m d'altura, al nord-est del pla de Banyoles. El poble és esmentat ja el 922. La seva església parroquial (Sant Iscle i Santa Victòria de Centenys) és d'estil romànic dels segles XI-XII. Són notables diverses de masies, algunes dels segles XIII al XVI.
Ben a prop, a la sortida cap a Esponellà, hi ha l'ermita de Sant Miquel de Centenys, restaurada fa poc.
Centenys havia estat municipi independent a principis del Segle XIX, però amb la política de reducció de municipis, el 1846 va ser agregat a Esponellà juntament amb Vilert.
Durant la guerra civil espanyola va haver-hi a prop el Camp d'aviació de Martís. A prop del nucli del poble hi havia hangars i refugis antiaeris.